# Dåren Ivan (opera)

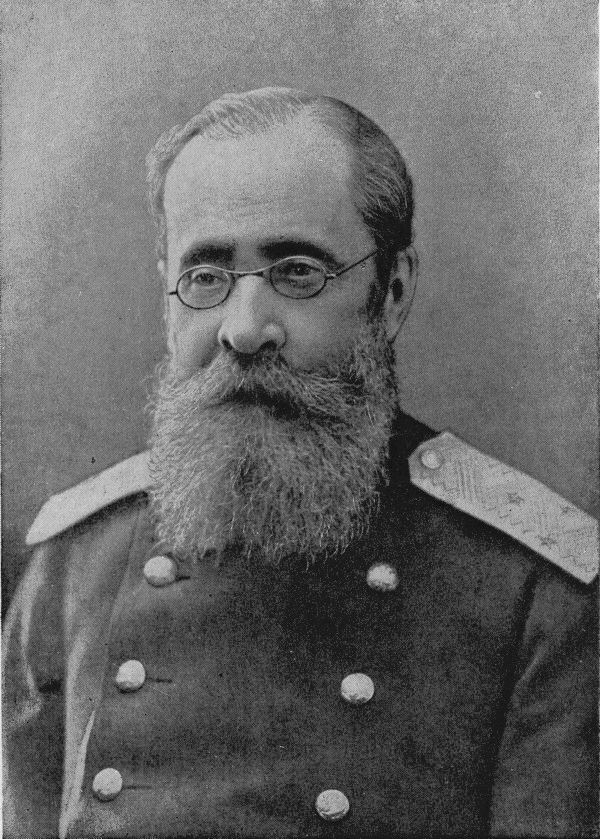
César Cui

Dåren Ivan (Иванушка-дурачок på kyrillska; Ivanuška-duračok i translitteration) är en sagoopera för barn i tre tablåer med musik av César Cui komponerad 1913. Librettot skrevs av Nadezhda Nikolajevna Dolomanova efter gamla ryska folksagor. (Den härrör inte från Lev Tolstojs novell med samma namn.)
Det finns inga uppgifter om operans uruppförande.

## Personer
- Tsaren: alt
- Tsarevna [hans dotter Elena]: sopran
- Ivan: mezzosopran
- Ivans förste bror: sopran
- Ivans andre bror: mezzosopran
- Ivans fader: alt
- Ivans moder: soprano
- Hästen: alt eller bas
- Hovmän, gusli-spelare: kör

## Handling
Tablå I. Ivan släpper lös sin häst. I vagnen har han saker som är ämnade för hans familj men han tömmer vagnen och kastar ut säden till fåglarna. När hans föräldrar och bröder finner honom och bannar hans dåraktiga sätt. De säger till honom att han inte kan äta middag med dem.
Tablå II. Ivan har plockar svamp i skogen. Hans bröder kommer och säger att tsaren ska ge en fest. Den man som lyckas ta hans dotters sjalett till festen ska få henne till hustru. När hans bröder har gått beslutar sig Ivan att gå på festen, men han inser att hans kläder inte är passande. Han kallar på sin häst som medelst magi förser honom med nya kläder.
Tablå III. I tsarens palats roar sig hovmännen. Tsardottern Elenas sjalett har blivit stulen och hon önskar veta vem hennes mystiska brudgum är. Hon noterar att Ivan gömmer sig bakom en ugn, och att han har hennes sjalett. Tsaren välkomnar sin nye svärson. När bröderna inser vem brudgummen är försöker de först att fly men sluter sedan fred med honom medan hovmännen prisar tsaren, Ivan och hans nya hustru. 

### Allmänna källor
- Cui, César. Иванушка-дурачек: опера сказка для детей в трех картинах [Ivan the Fool:  an opera-fairytale for children in three tableaux]. Leipzig: Mitrofan Belyayev, 1914. (Piano-vocal score)